# Paul Ollivier
Pour les articles homonymes, voir Ollivier.
François Hilarion Paul Olivari dit Paul Ollivier, né le 10 février 1876 à Marseille (Bouches-du-Rhône) et mort le 10 juin 1948 dans le 10e arrondissement de Paris, est un acteur français.

## Biographie
Au cinéma, Paul Ollivier est apparu dans plus de quatre-vingts films entre 1920 et 1947. Il est notamment (comme - entre autres - Raymond Cordy) un des interprètes habituels de René Clair, il a joué dans neuf de ses films.

## Filmographie
- 1920 : Arthur Flambard de Semery
- 1921 : Chichinette et Cie de Henri Desfontaines
- 1921 : Gigolette de Henri Pouctal - Le docteur Bernay
- 1921 : L'Enfant du carnaval ou Le Bonheur perdu d'Ivan Mosjoukine
- 1921 : Les Contes des mille et une nuits de Victor Tourjanski
- 1922 : La Vérité de Henry Roussell
- 1922 : La Voix de l'océan de Gaston Roudès
- 1922 : Nuit de carnaval de Victor Tourjanski
- 1922 : L'Île sans nom de René Plaissetty - M. Hardant
- 1923 : Réhabilitée de Louis Paglieri
- 1924 : La Joueuse d'orgue de Charles Burguet
- 1924 : Le Chiffonnier de Paris de Serge Nadejdine - Le baron Hoffmann
- 1924 : Féliana, l'espionne de Gaston Roudès - Jean Villebrun
- 1924 : Le Fantôme du Moulin-Rouge de René Clair - Le docteur Window
- 1924 : Le Cavalier de minuit de Maurice Charmeroy et René Alinat
- 1925 : Le Voyage imaginaire de René Clair - Le directeur de la banque
- 1925 : Les Élus de la mer de Gaston Roudès et Marcel Dumont
- 1925 : La Justicière de Maurice Gleize et Maurice de Marsan
- 1925 : La Maternelle de Gaston Roudès
- 1925 : Oiseaux de passage de Gaston Roudès - Guillaume lafarge
- 1925 : Les Petits de Gaston Roudès et Marcel Dumont - Villaret
- 1925 : Le Prince charmant de Victor Tourjanski
- 1926 : Le Capitaine Rascasse de Henri Desfontaines - pablo Moralès
- 1926 : Die Königin von Moulin Rouge de Robert Wiene- Herzog Von Pitschenieff
- 1927 : Chantage de Henri Debain  - Lord Witcomb
- 1927 : Le Chauffeur de Mademoiselle de Henri Chomette - Le baron Paul
- 1928 : Un chapeau de paille d'Italie de René Clair : l'oncle Vézinet
- 1928 : Dolly de Pierre Colombier - Champigny
- 1928 : Le Danseur inconnu de René Barberis
- 1928 : Le Témoin dans l'ombre de Jean Hervé
- 1929 : Le Ruisseau de René Hervil
- 1929 : Le Crime de Sylvestre Bonnard d'André Berthomieu
- 1930 : Cendrillon de Paris de Jean Hémard
- 1930 : Sous les toits de Paris de René Clair - Drunkard
- 1930 : Le Kinkajou de Jean de Marguenat - court métrage -
- 1930 : Le Million de René Clair - Le grand-père Tulipe
- 1931 : Deux Fois vingt ans de Charles-Félix Tavano - M. Lafourcade
- 1931 : À nous la liberté de René Clair - L'oncle
- 1931 : Le Capitaine Craddock de Hanns Schwarz et Max de Vaucorbeil - Le directeur du casino
- 1931 : Le congrès s'amuse de Erik Charell et Jean Boyer - Le maire de Vienne
- 1931 : Autour d'une enquête de Henri Chomette et Robert Siodmak - Le vieux Scherr
- 1932 : Le Triangle de feu d'Edmond T. Gréville et Johannes Guter - maltère
- 1932 : La Belle Aventure de Reinhold Schünzel et Roger Le Bon - Le président des Chemins-de-Fer
- 1932 : Ce cochon de Morin de Georges Lacombe
- 1932 : Baby de Karel Lamač et Pierre Billon - Le comte de Brettigny
- 1933 : Prenez garde à la peinture d'Henri Chomette - Le facteur
- 1933 : Quatorze juillet de René Clair
- 1933 : La Guerre des valses de Ludwig Berger - Le chambellan
- 1933 : Plein aux as de Jacques Houssin
- 1933 : Tambour battant d'André Beucler et Arthur Robison
- 1933 : Gonzague ou L'Accordeur de Jean Grémillon - court métrage -
- 1933 : Le Rayon des amours d'Edmond T. Gréville - court métrage -
- 1934 : Justin de Marseille de Maurice Tourneur
- 1934 : Le Dernier Milliardaire de René Clair - Chamberlain
- 1934 : Tartarin de Tarascon de Raymond Bernard - M. Castecalde
- 1935 : Debout là-dedans ! de Henry Wulschleger
- 1935 : Marchand d'amour de Edmond T. Gréville - Le commanditaire
- 1935 : Joli Monde de René Le Hénaff - Le directeur
- 1935 : Bout de chou de Henry Wulschleger - cagibol
- 1935 : La Rosière des halles de Jean de Limur
- 1936 : Passé à vendre de René Pujol
- 1936 : Les Gais Lurons de Paul Martin et Jacques Natanson - jackson
- 1937 : Le Mensonge de Nina Petrovna de Victor Tourjanski - Le général russe
- 1938 : Les Gaietés de l'exposition de Ernest Hajos
- 1938 : Gargousse de Henry Wulschleger - Le docteur Larmoyer
- 1939 : Air pur de René Clair - Film resté inachevé -
- 1941 : Boléro de Jean Boyer - Le second témoin
- 1941 : Croisières sidérales de André Zwobada - L'oncle
- 1942 : À la belle frégate de Albert Valentin
- 1942 : L'Inévitable Monsieur Dubois de Pierre Billon
- 1943 : Le Mistral de Jacques Houssin - Siméon
- 1943 : Fou d'Amour de Paul Mesnier - Le monsieur poli
- 1944 : Coup de tête de René Le Hénaff
- 1944 : Le Merle blanc de Jacques Houssin - M. Farré
- 1945 : Marie la Misère de Jacques de Baroncelli
- 1945 : Christine se marie de René Le Hénaff
- 1946 : Destins de Richard Pottier
- 1946 : Le Beau Voyage de Louis Cuny
- 1946 : Miroir de Raymond Lamy - Uniquement le scénariste -
- 1946 : Le silence est d'or de René Clair - Le comptable
- 1946 : Parade du rire de Roger Verdier - M. Pouillouze
- 1946 : Le voleur se porte bien de Jean Loubignac - Le président
- 1946 : L'assassin était trop familier de Raymond Leboursier - court métrage -
- 1947 : Croisière pour l'inconnu de Pierre Montazel